# Welsh Rarebit

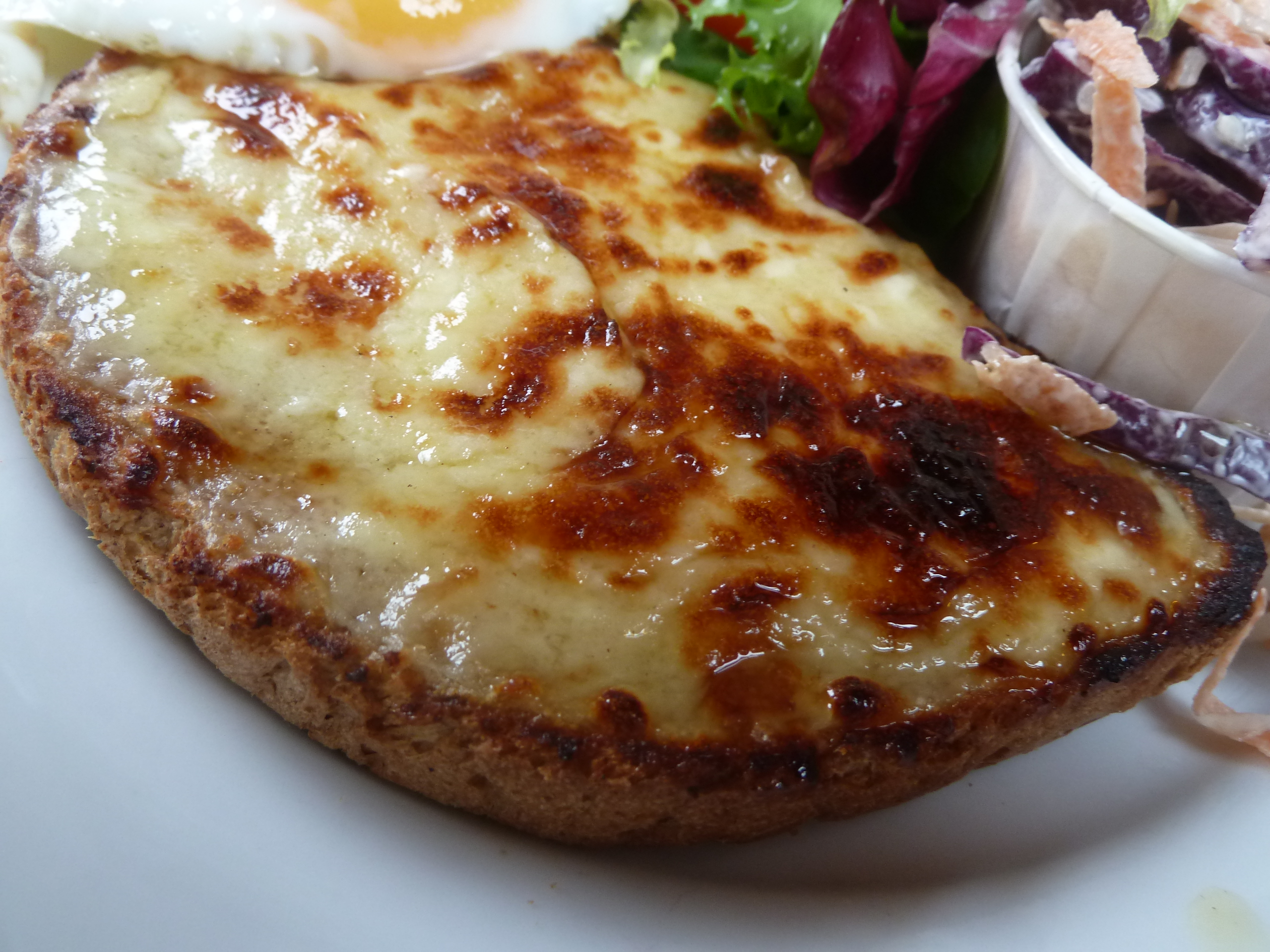
Welsh rarebit mit geröstetem Mischbrot

Welsh rarebit [welʃ ˈreərbɪt] (Anhörenⓘ) ist ein Gericht der britischen Küche und besteht in seiner traditionellen Variante aus geschmolzenem Käse mit Gewürzen und Kräutern, der heiß über eine Scheibe gerösteten Mischbrots oder auf Cracker gegeben wird. Das Gericht wurde 1725 erstmals durch den schottischen Schriftsteller John Byrom erwähnt. Historische und heute unübliche Bezeichnungen für dieses Gericht sind Welsh rabbit [welʃ ˈræbɪt] (Anhörenⓘ) und Scotch rabbit [skɒtʃ ˈræbɪt] (Anhörenⓘ).

## Entstehung, Zubereitung und Varianten

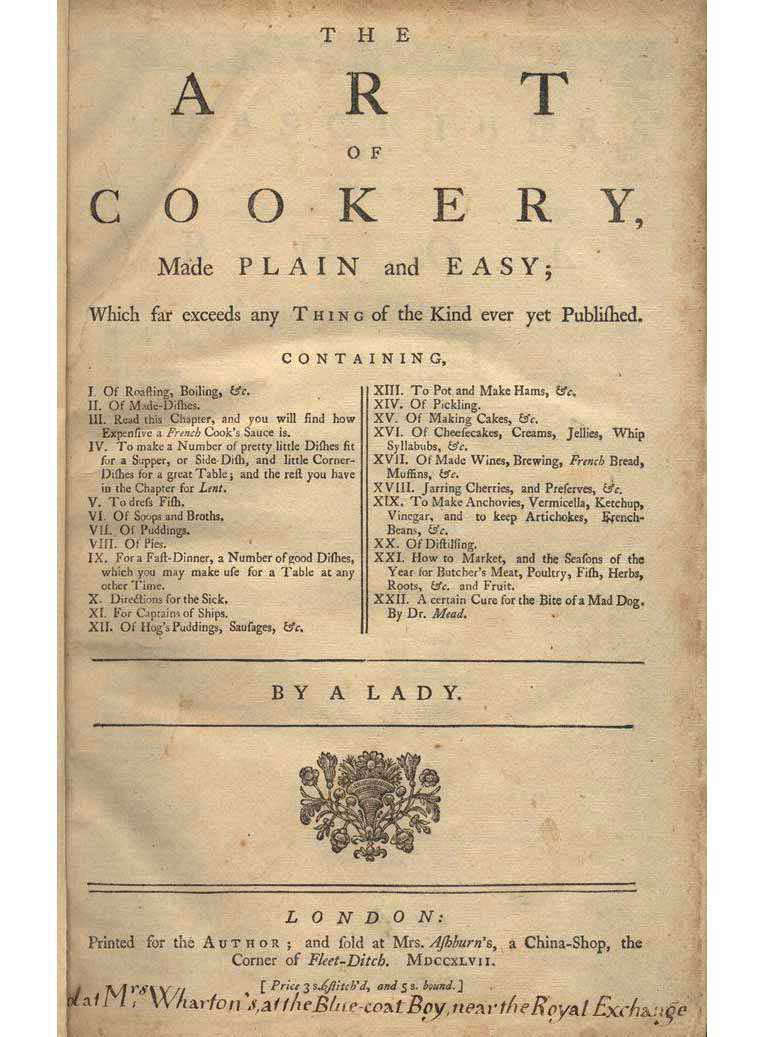
Erstmalige Erwähnung in The Art of Cookery (1747)

Die traditionelle Variante der Zubereitung dieses Gerichts findet sich erstmals in Hannah Glasses Kochbuch The Art of Cookery von 1747 unter den Stichworten „Welch rabbit“ [sic!] und „Scotch rabbit“:

„To Make Welch rabbit. TOAST the bread on both sides, then toast the cheese on one side, lay it on the toast, and with a hot iron brown the other side. You may rub it over with mustard. Scotch rabbit: butter it.“

Das Kochbuch Glasses richtet sich an die britische Unterschicht und führt hauptsächlich einfache und günstige Gerichte auf; „Welsh rarebit“ war zumindest bei seiner Entstehung ein „Arme-Leute-Essen“. Wie bei historischen Rezepten üblich, fehlen Detail- und Mengenangaben. So gibt es keine Vorschrift dazu, was für eine Art von Brot man nehmen soll, zur Dicke der zu wählenden Scheibe, welche Käsesorten für dieses Gericht geeignet sind oder welche Sorte Senf dazu passt. Darum haben sich in den nachfolgenden Jahrhunderten verschiedene Varianten für dieses Gericht entwickelt.
Spätere Rezepte legen „eine fingerdicke Scheibe Graubrot“ als Grundlage fest und beinhalten als Zugabe zum schmelzenden Käse Senf, gemahlenen Cayennepfeffer, Paprikapulver, ein Schuss Ale und Worcestersoße.
Im 20. Jahrhundert wandelte sich das Gericht erneut, bei dem nun betont wird, dass es sich um ein vegetarisches Gericht handele, obwohl manche Rezepte die Kombination mit Porreescheiben und Speckwürfeln empfehlen. In Constance Sprys Kochbuch von 1956 findet sich erstmals die Zugabe einer geringen Menge Mehls zur Käsemasse.
Die Tourismusbehörde von Wales nutzt das Rezept seit den 2000er-Jahren zur aktiven Förderung regionaler Produkte wie den walisischen Farmhouse Cheese.
Moderne Abwandlungen beinhalten, dass die Käsemasse extra in einem kleinen Töpfchen aus Kupfer auf einem Stövchen serviert wird, in die dann aufgespießte Brotwürfel eingetunkt werden; insofern ähnelt es mehr dem Schweizer Käsefondue.
Beim Welsh rarebit handelt es sich heutzutage in der Regel nicht mehr um ein Fingerfood-Gericht. Sofern es auf bzw. mit einer Brotscheibe angerichtet wird, wird es mit einem Essbesteck geschnitten und verzehrt. Lediglich in der Variante, bei der die Käsemasse auf die im angelsächsischen Raum üblichen kleinen, runden Crackern gegeben wird, wird es weiterhin mit der Hand gegessen.

## Etymologie

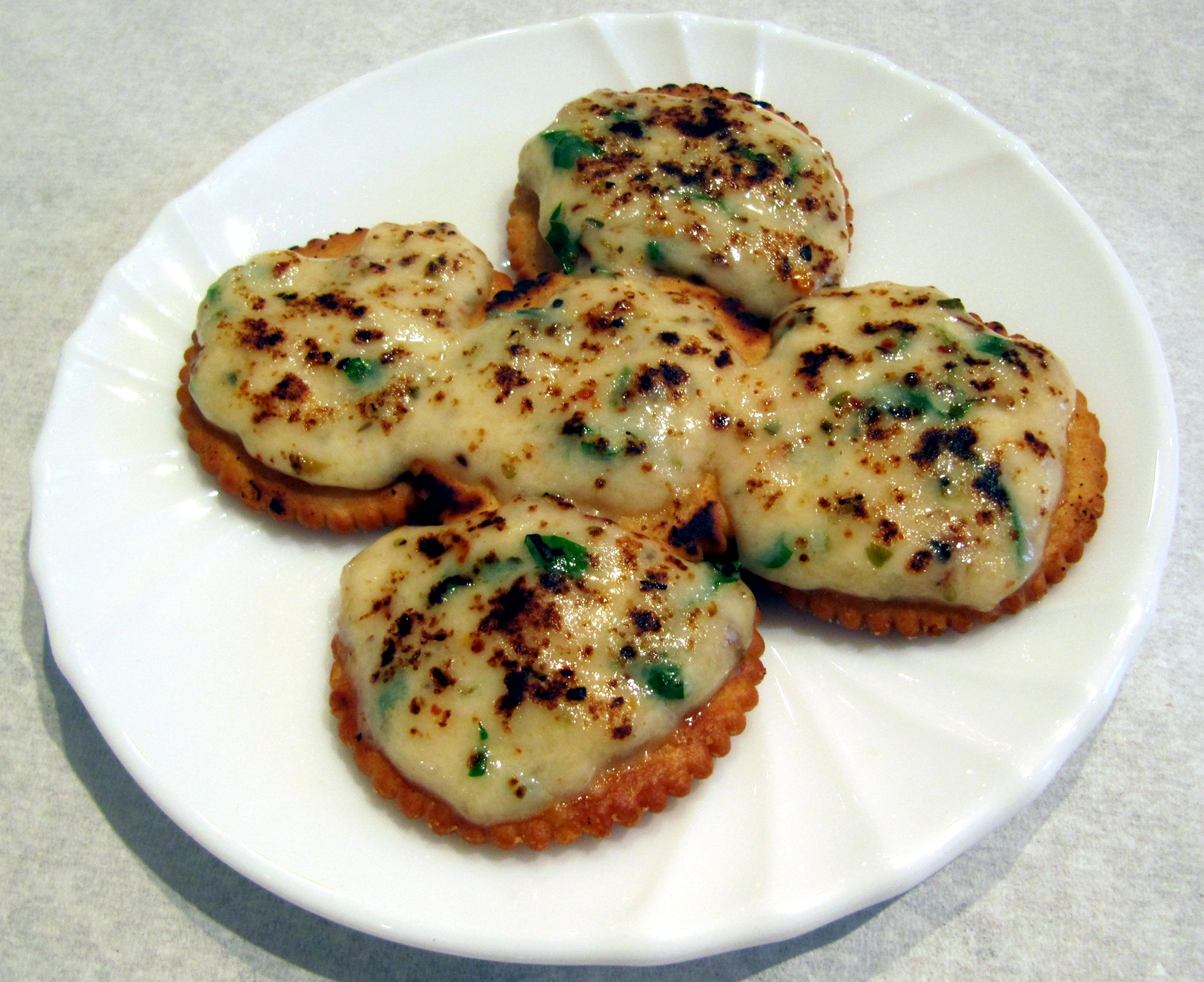
Welsh rarebit auf Crackern

„Welsh rabbit“ und „Scotch rabbit“ sind zwar die älteren Bezeichnungen für dieses Gericht, heute hat sich mehrheitlich der Begriff „Welsh rarebit“ durchgesetzt und wird beispielsweise von staatlichen Stellen als alleinige Bezeichnung für diese Speise verwendet.
Der Food History Almanac mutmaßt, wie das Gericht zu seinem Namen kam, da es zwar heute von der walisischen Tourismusbehörde aktiv zu Werbezwecken für Wales vereinnahmt wird, sich gleichwohl historisch kein Bezug zu Wales oder zu Schottland herstellen lässt; außerdem war es stets ein fleischloses Gericht, das kein Kaninchenfleisch enthält. Demnach wurde einst den Walisern von den Engländern zugeschrieben, entweder zu langsam oder zu dumm zu sein, um ein schnelles Kaninchen zu fangen, oder der Name ist ein ironischer Selbstbezug auf das eigene Unvermögen.
Spricht man zudem „rabbit“ aristokratisch und langgezogen aus, klingt es ähnlich wie „rarebit“.
Der Kultur- und Reisejournalist Terry Breverton liefert in seiner 2009 erschienenen Publikation zu Wales eine andere plausible Herleitung des ursprünglichen Begriffs Welsh rabbit: Er weist darauf hin, dass zur Zeit des Empires viele Hausangestellte der englischen Oberschicht aus Wales kamen, und während im Speisezimmer die Herrschaften tatsächlich Kaninchen aßen, also Fleisch, gab es für das Personal nur Käse auf Toastbrot, insofern ein fleischloses „walisisches Kaninchen“.

## Verbreitung in den USA
Aufgrund der Tatsache – die auch von anderen Rezepten wie der Mulligatawny-Suppe bekannt ist –, dass (frühe) Kochbücher zur ursprünglich britischen Küche im gesamten anglophonen Sprachraum verkauft wurden, findet sich Welsh rarebit auch in etlichen Kochbüchern zur amerikanischen Küche zwischen 1840 und 1945. In diesen wird mehrheitlich Cheddar als Käsezutat angegeben, der sowohl in den USA produziert als auch aus Großbritannien importiert wurde. Zur Zeit der Prohibition wird die Zugabe von Near Beer, einem zeitgenössischen Oberbegriff für alkoholfreies amerikanisches Bier, zur Käsemasse empfohlen.

## Ähnliche Gerichte
- Croque
- Käsefondue
- Käseschnitte
- Scotch woodcock